# ナポリ市電
ナポリ市電（イタリア語: Rete tranviaria di Napoli）は、イタリアの都市・ナポリに存在する路面電車。19世紀に開通した馬車鉄道をルーツに持つ歴史の長い路線で、2024年現在は地下鉄（ナポリ地下鉄1号線・6号線）やケーブルカー、路線バス、トロリーバス（ナポリ・トロリーバス）、公共エレベーターといった公共交通機関と共にナポリ市交通会社（Azienda Napoletana Mobilità、ANM）によって運営されている。

## 歴史
ナポリ市電のルーツは、1875年に開通した馬車鉄道である。これはベルギー・ブリュッセルの企業であったナポリ軌道株式会社（Société Anonyme des Tramways Napolitains、SATN）がナポリ市からの認可を受けた上で建設したもので、その後は急速に路線網を拡張していき、1879年の時点で郊外へ向かう系統を含めて8つの系統が運行していた。その後は蒸気機関車を用いた列車の導入も行われ、1888年にはラックレールを用い勾配区間を経由する路線も開通した。
その後、1899年からSATNが所有していたこれらの軌道路線の電化が始まり、1906年までに全区間が路面電車による運行となった。また、その過程でラックレールの使用が廃止されている。一方、それ以降も路線網の拡張は続き、1910年に系統番号を導入した時点で、SATNが運営していたナポリ市内外の路面電車は23系統にも及んだ。

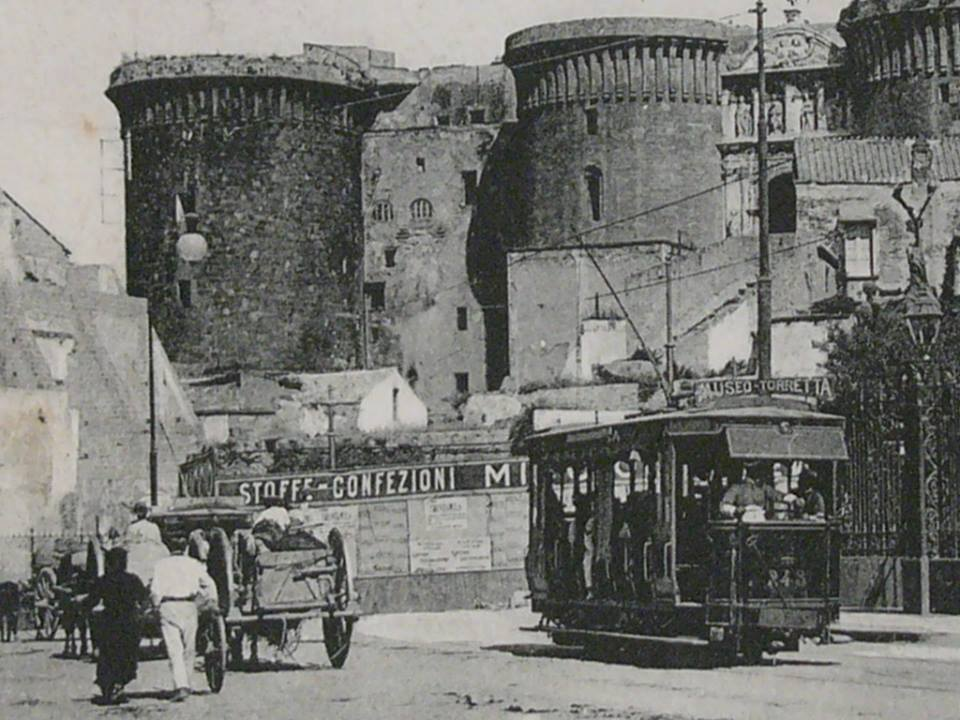
電化初期のナポリ市電（19世紀末撮影）
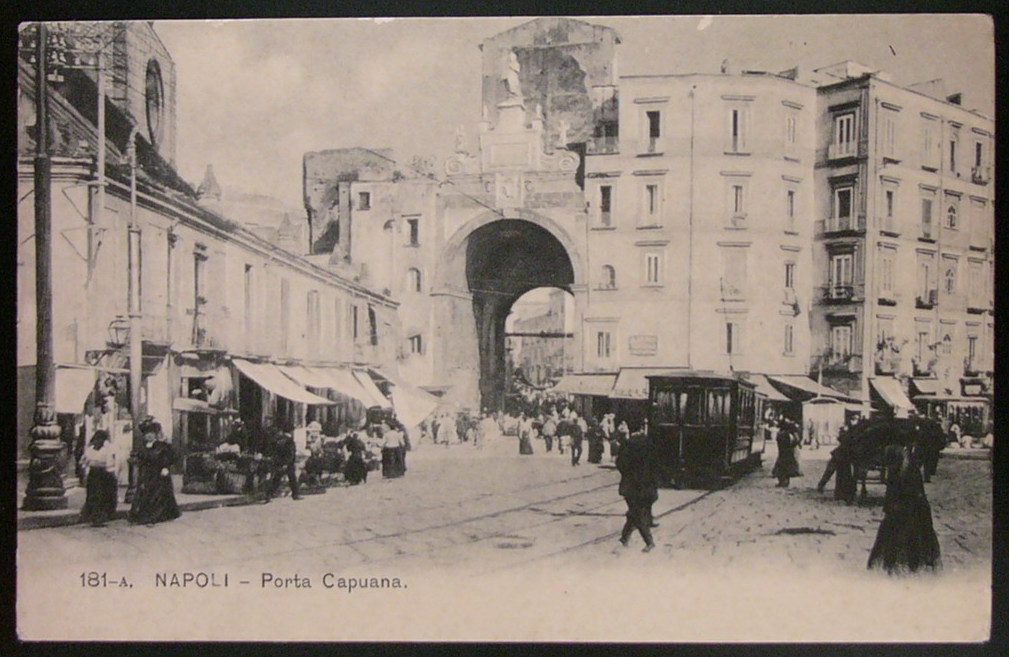
電化初期のナポリ市電（1900年代撮影）

これらの路面電車の管理について、1918年からナポリ市が直接携わる事となり、1919年に市営企業の「ナポリ市路面電車会社（Azienda Tranviaria del Comune di Napoli、ATCN）」が設立され、1927年までに順次SATNの路線や車両、施設の移管が実施された。そして1929年にSATNとは別個に運営されていたカポディモンテ地域方面の路面電車がナポリ市の所有へ移管され、ナポリ市内外の路面電車は全てナポリ市が管轄する事となった。公営化が完了した直後の1930年の時点で、ナポリ市内には大規模な路面電車網が存在していた。
その後、ナポリ市内の路面電車の運営権は1931年にヴォルトゥルノ公共交通会社（Ente Autonomo Volturno、EAV）へ移管された。同事業者はナポリ市内の公共交通機関の近代化を積極的に進め、路面電車についても新型車両の導入や大規模な施設更新が遂行された。だが、その一方で路面電車網の将来的な置き換えを目的としたトロリーバスの導入も実施され、一部系統が廃止された。そして、1941年にはEAVの要請に基づいて再びナポリ市が直接公共交通の運営に携わる事となり、ナポリ市路面電車・自動車会社（Azienda Autofilotranviaria del Comune di Napoli、AACN）が設立されたものの、その後の第二次世界大戦の空襲によりナポリ市電は大きな被害を受け、運行停止にまで至った。

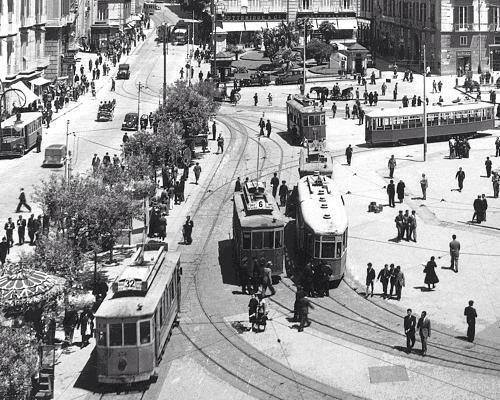
1930年代のナポリ市電
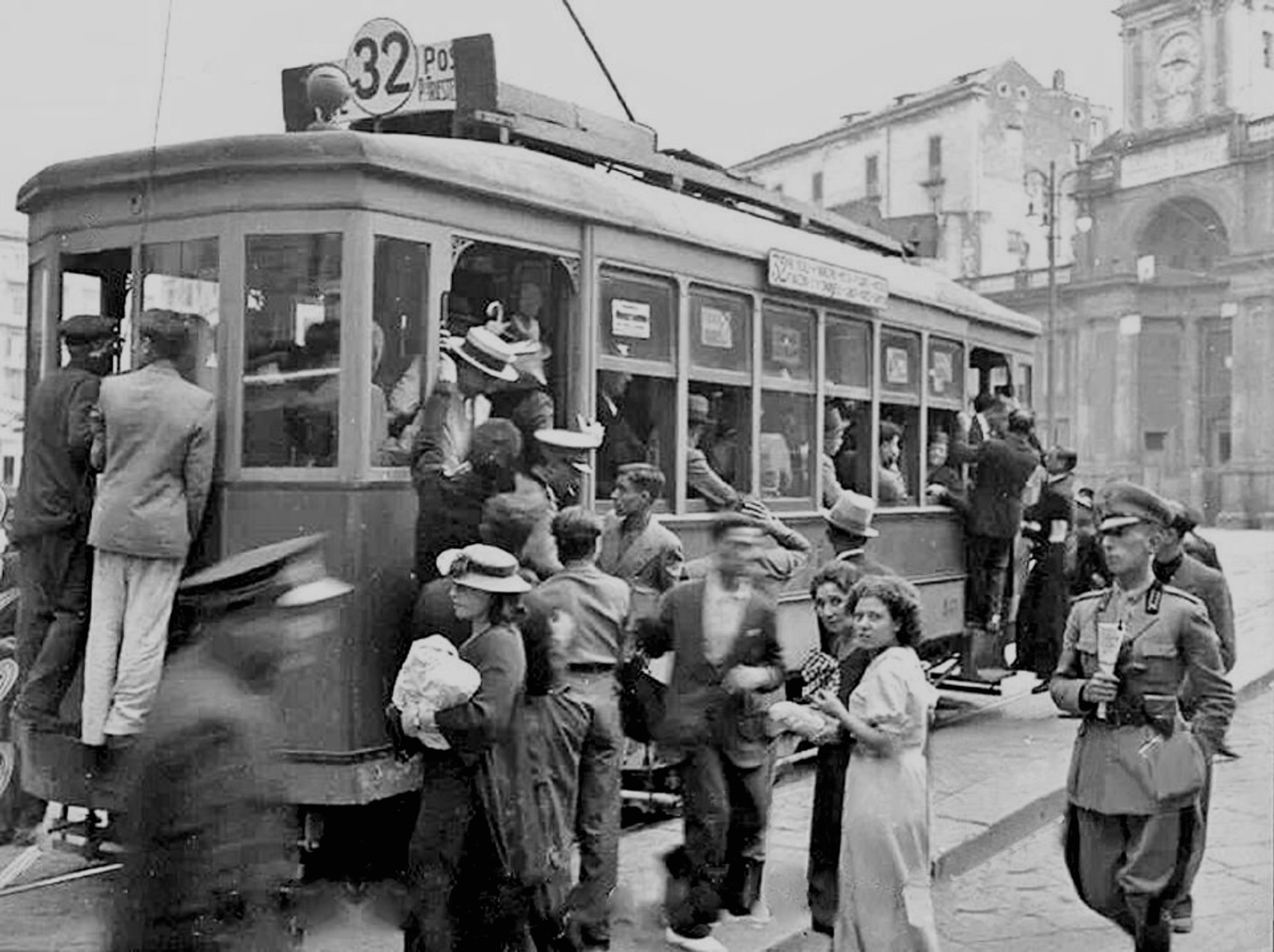
混雑するナポリ市電（1930年代前半撮影）
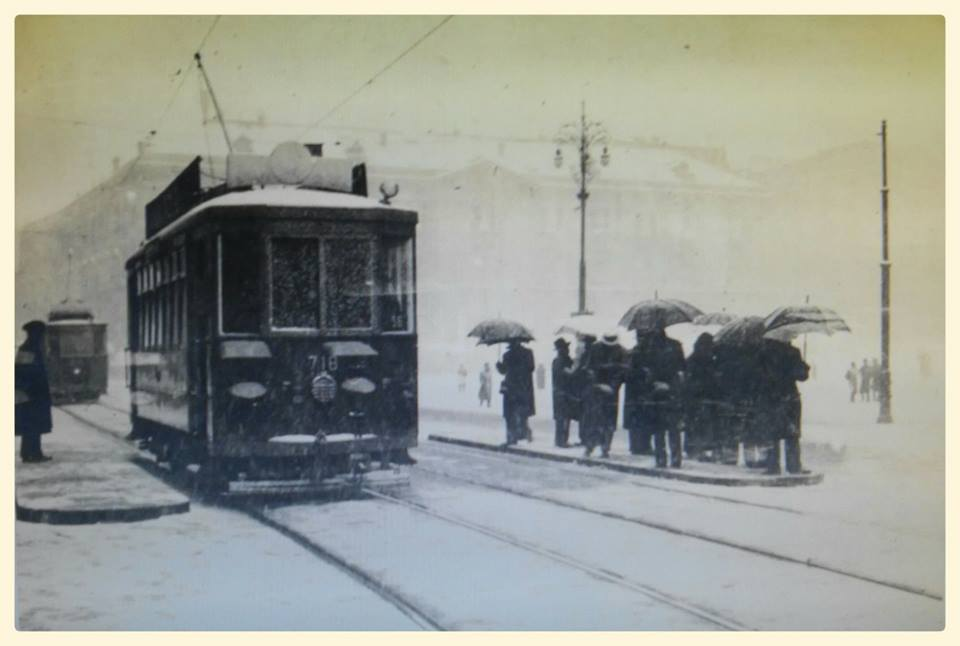
冬のナポリ市電（1935年撮影）

戦争からの復旧は1944年6月から始まり、1946年には全区間の運行が再開された。そして1947年に、市の公共交通機関の管理を受け継いだ市営企業のナポリ路面電車・自動車会社（Azienda Tranvie Autofilovie Napoli、ATAN）が設立されたが、同事業者はEAVが計画したものと同様、市内中心部の路面電車網をトロリーバスや路線バスに置き換える計画を進め、1950年以降大規模な廃止が進められた。1960年代には新規路線の開通も行われたものの、1980年の地震で路面電車も被害を受け、損傷した路線のほとんどが廃止された。また、1980年代には地下区間を含めた高規格の路面電車路線を建設する計画が立ち上がり、実際に建設も実施されたが、実現する事は無かった。

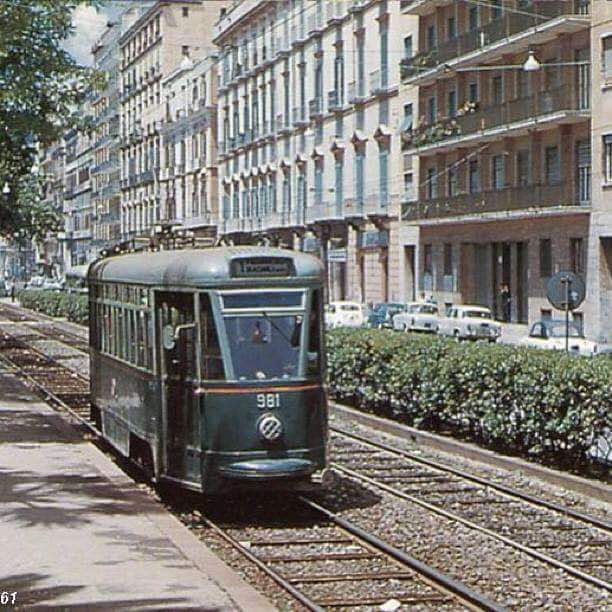
1960年代のナポリ市電
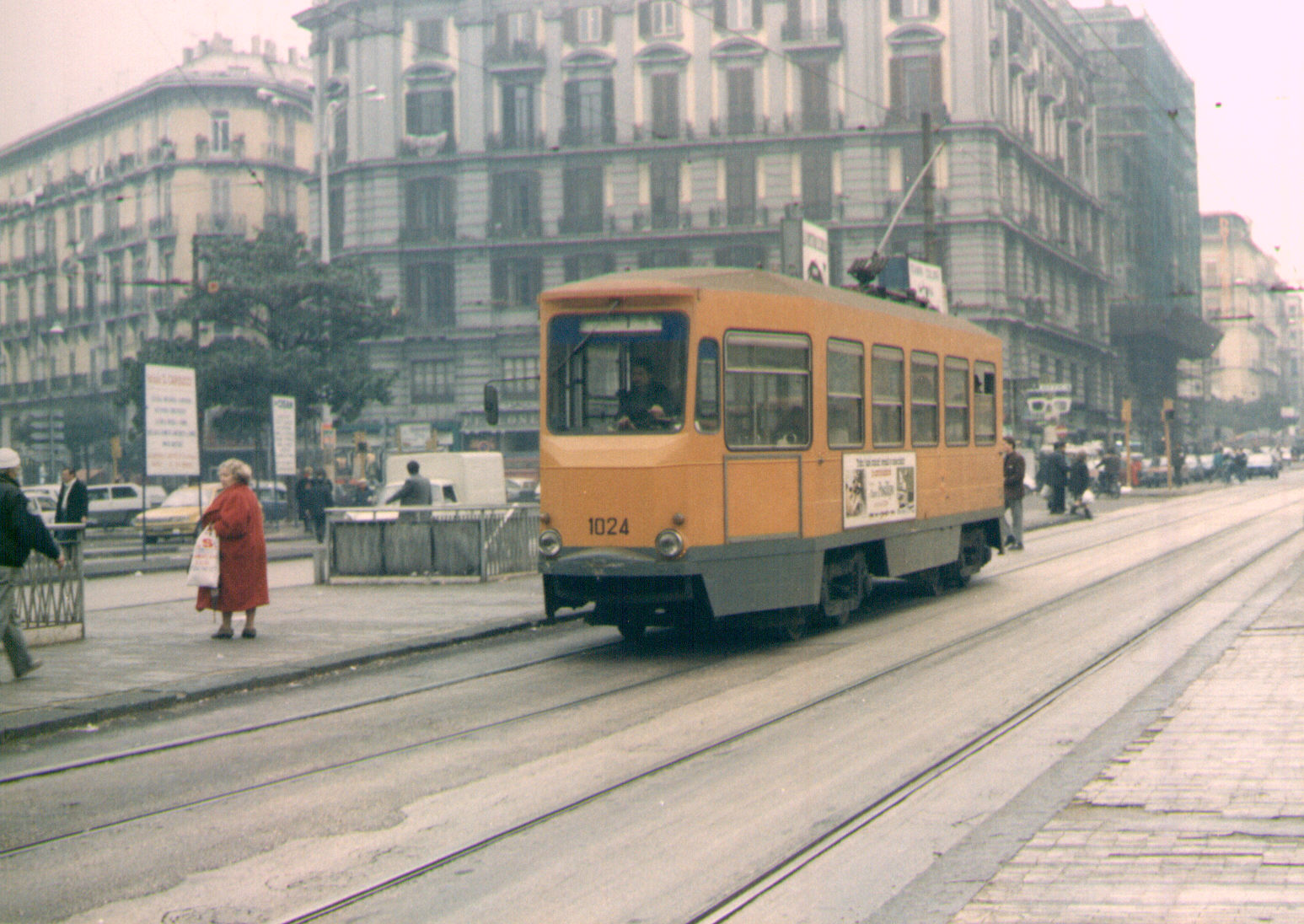
1970年代から他都市と同様に塗装が橙色へと変更された

それ以降も路面電車網の廃止が進められた他、地下鉄や道路工事を含めたナポリ市内の整備を理由とした運休も相次ぎ、特に2016年からは数年にわたり路線全体の運行が休止される事態が起きた。ただし、2020年から2021年にかけて順次全区間の運行が再開されている。一方で車両については2004年に初の超低床電車の導入が行われている他、後述のように更なる超低床電車導入の計画も進められている。運営組織については、1995年に新たに立ち上げられたナポリ市交通会社（Azienda Napoletana Mobilità、ANM）へ運営権が移管されており、同事業者は幾度かの変遷を経て2013年11月以降はナポリ市の完全子会社である「ナポリ・ホールディング（Napoli Holding Srl）」による管理が行われている。

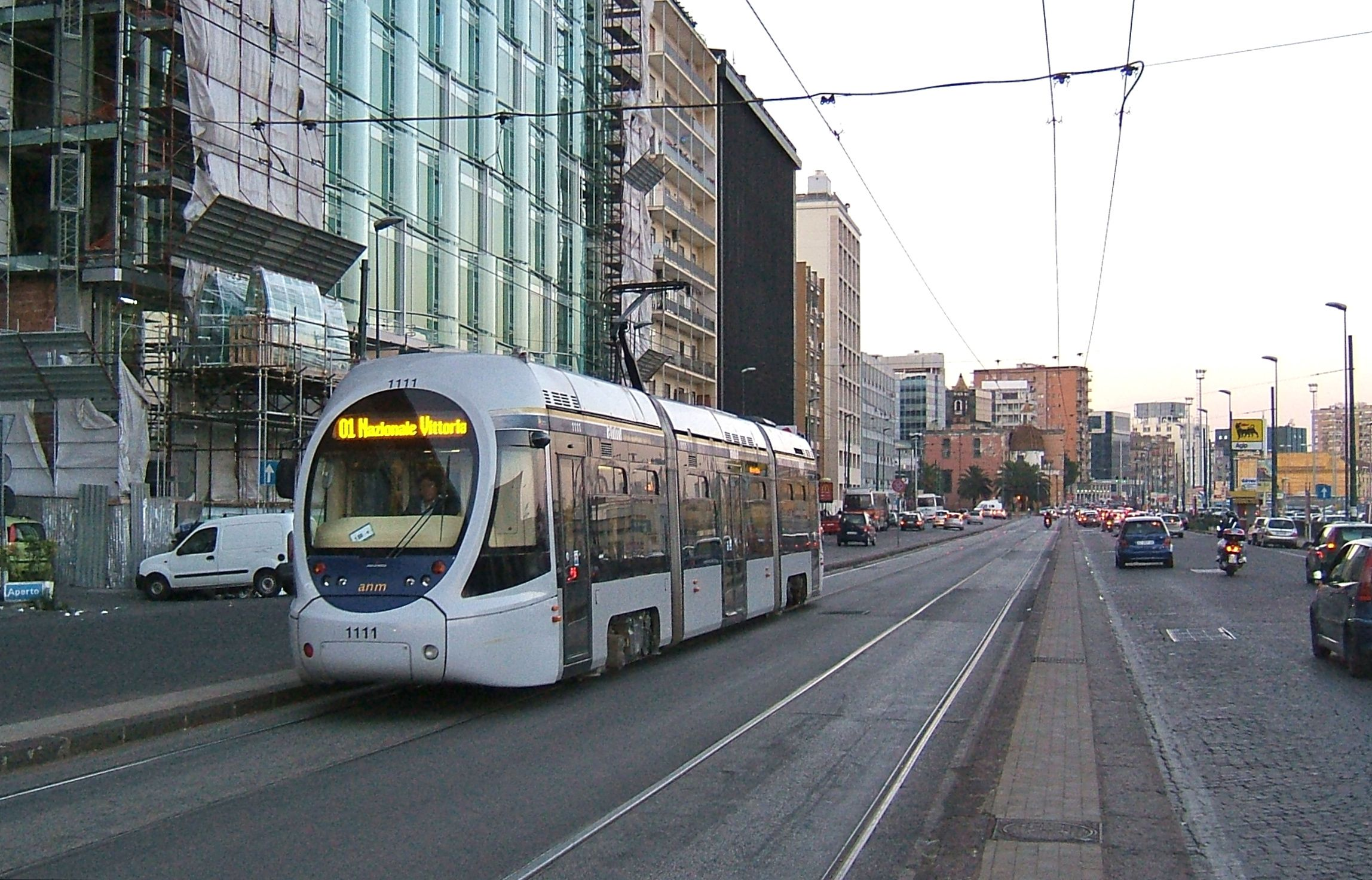
初の超低床電車・シリオ（2007年撮影）

## 路線
2024年現在、ナポリ市電は以下の2系統による運行が実施されている。2023年までは3系統（1・2・4号線）が存在したが、同年9月に行われたダイヤ改正により系統の見直しが行われ、ナポリ市電の全区間を経由する2つの系統へ再編された。これにより公共交通サービスの最適化や電車の待ち時間短縮が図られている。
| 系統番号 | 起点                          | 経由                                             | 終点                          | 備考 |
| -------- | ----------------------------- | ------------------------------------------------ | ----------------------------- | ---- |
| 412      | Corso San Giovanni a Teduccio | Poggioreale via Colombo (Piazza Municipio/Porto) | Corso San Giovanni a Teduccio |      |
| 421      | Corso San Giovanni a Teduccio | Via Colombo (Piazza Municipio/Porto) Poggioreale | Corso San Giovanni a Teduccio |      |

## 車両

### 現有車両

#### CT139K

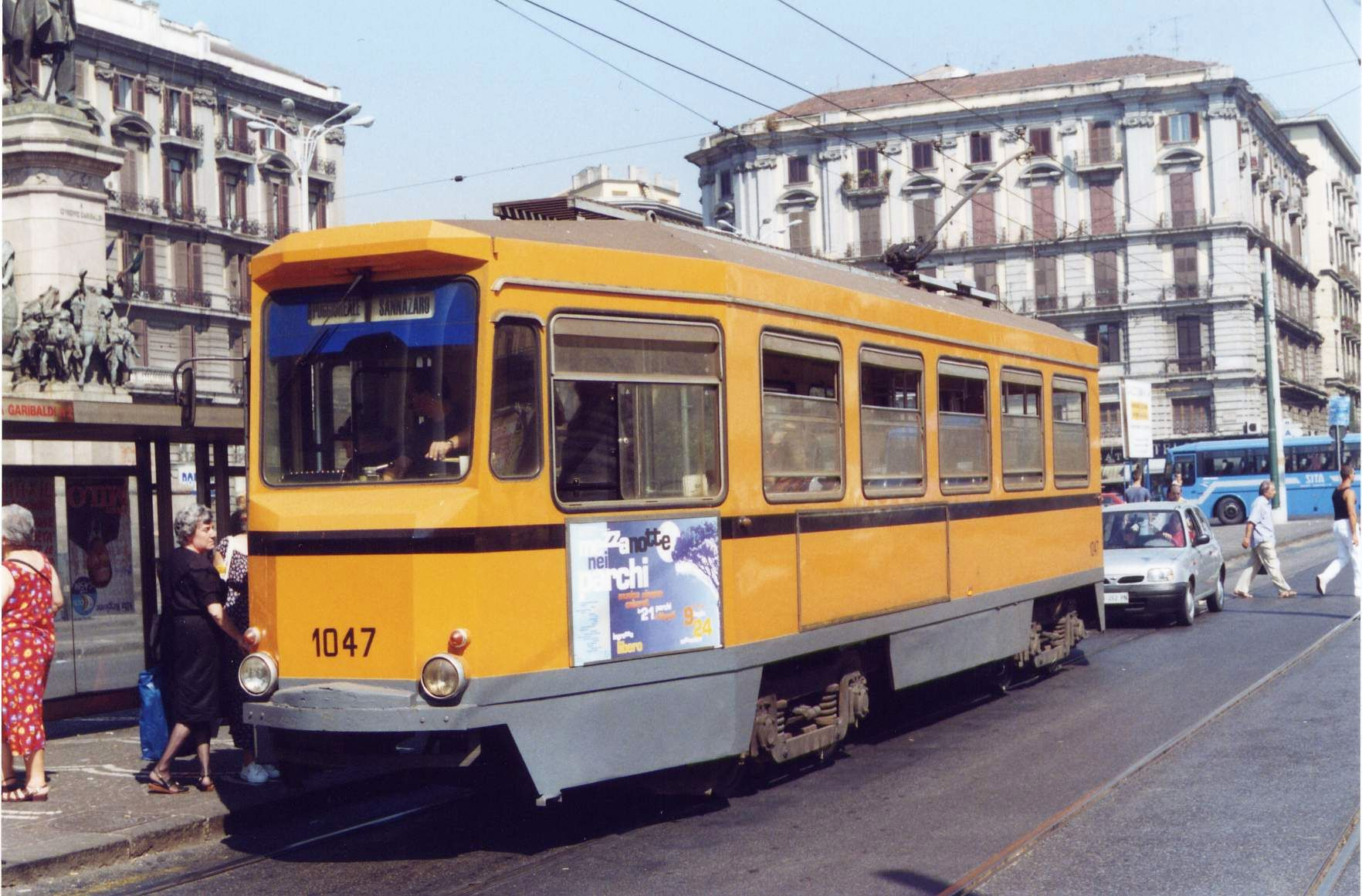
CT139K（2000年撮影）

アメリカ合衆国で開発された路面電車車両「ピーター・ウィット・カー」を基に、1930年から1935年にかけて製造された車両。1950年代に車体前後の形状が変更された後、一部車両は1970年代後半以降バスとの部品共通化を図るため車体更新が実施された。2023年時点でも15両が営業運転用に在籍している他、1両（1029）は1950年代に実施された車体更新時の外見を維持し、動態保存車両として貸切運転やイベントなどに用いられている。

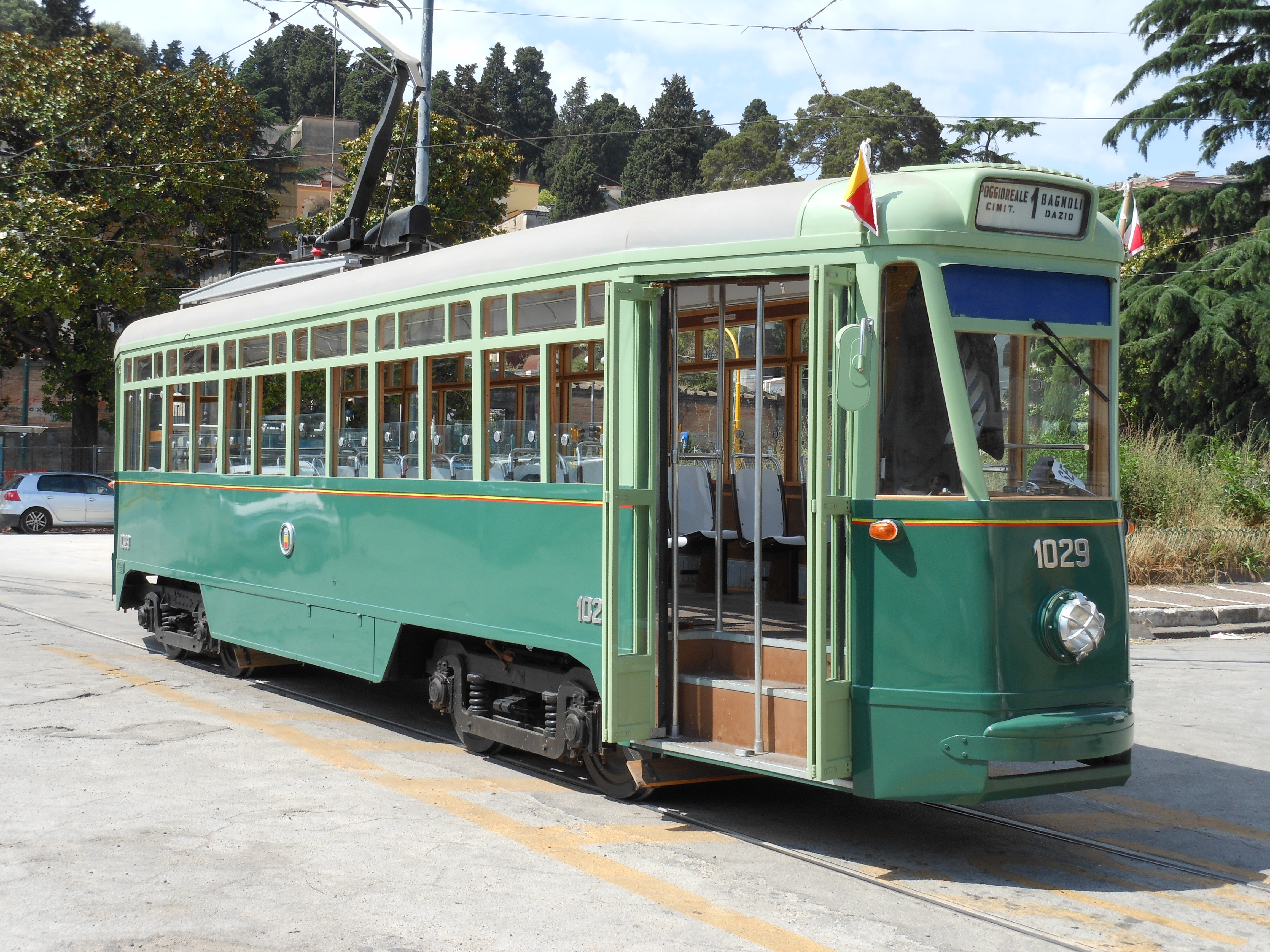
更新前の車体が維持されている1029（2012年撮影）

#### シリオ

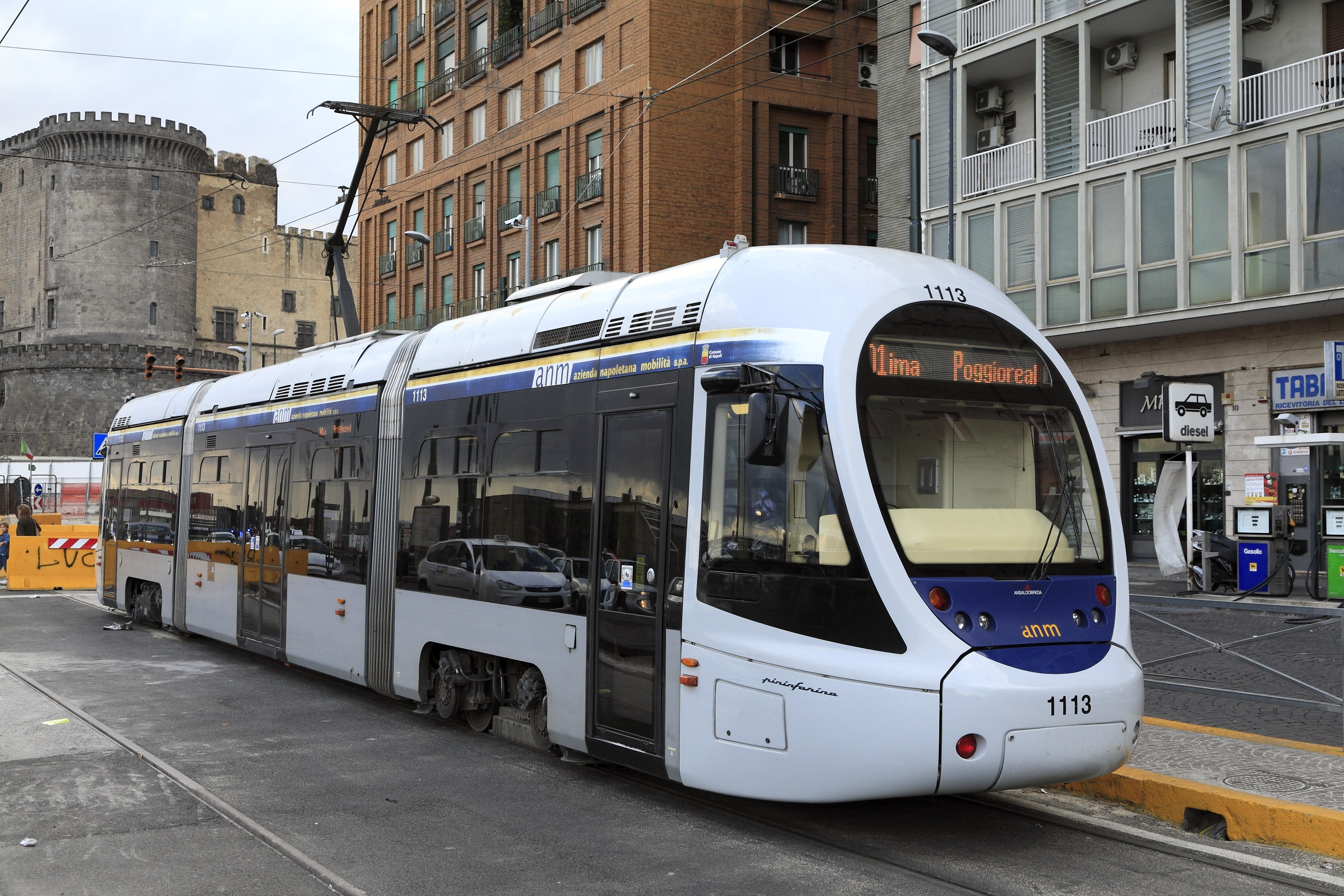
シリオ（2011年撮影）

アンサルドブレーダ（現：日立レール）が開発した超低床電車。両運転台式の3車体連接車で、車内全体の床上高さを350mmに抑えている。2004年から順次営業運転に投入され、2023年時点で22両が在籍している。

### 導入予定の車両
2024年、トルコの鉄道車両メーカーであるボザンカヤは、ナポリ市との間に10両＋オプション10両分の新型路面電車車両（超低床電車）の導入契約を交わした事を発表した。トルコの都市・カイセリの路面電車（カイセライ）向けの車両を基にした設計が行われ、全長は30 m、全幅は2.4 m、定員は222人を想定しており、2025年までに営業運転を開始する予定となっている。